# Brendon Nasser
Brendon Paul Nasser (Brisbane, 6 giugno 1964) è un ex rugbista a 15 australiano, terza linea del Queensland e campione del mondo nel 1991 con gli Wallabies.

## Biografia
Nasser praticò rugby di club presso l'Università del Queensland a Brisbane e rappresentò il suo Stato in diverse occasioni; esordì in Nazionale australiana nel 1989 a Strasburgo contro la Francia nel corso di un tour europeo di fine anno degli Wallabies.
Singolarmente, i suoi primi cinque incontri internazionali furono tutti contro la citata Francia, i primi due nel suddetto tour e gli altri tre quando i francesi nel giugno 1990 restituirono la visita in Australia.
Il suo sesto incontro fu contro gli Stati Uniti a Brisbane e, ad agosto, disputò la Bledisloe Cup del 1990 contro la Nuova Zelanda.
Il suo ottavo e ultimo incontro internazionale fu contro Samoa nel corso della Coppa del Mondo di rugby 1991 in Inghilterra, al termine della quale l'Australia si laureò campione del mondo.

## Palmarès
- Coppe del mondo: 1
Australia: 1991